# (523) Ada
(523) Ada est un astéroïde de la ceinture principale située entre Mars et Jupiter. Il a été découvert le 27 janvier 1904 par l'astronome américain Raymond Smith Dugan à Heidelberg.
Il est nommé d'après Ada Helme, une amie du découvreur.

## Source
- (de) Cet article est partiellement ou en totalité issu de l’article de Wikipédia en allemand intitulé « Ada (Asteroid) » (voir la liste des auteurs).